# Миклушис, Антанас Игнатович
Антанас Игнатович Миклушис — советский литовский хозяйственный деятель, Герой Социалистического Труда.

## Биография
Родился в 1924 году в Кросенкае. Член КПСС с 1955 года.
Окончил Шилутскую сельскохозяйственную школу.
В 1944—1959 — звеньевой племенного свиноводческого совхоза «Аштрон-Кирсна», Кайшядорского совхоза Министерства совхозов СССР.
В 1959—1963 — директор совхоза «Калвяй» Кайшядорского района Литовской ССР.
В 1963—1978 — заведующий отделением совхоза «Шакяй» Шакяйского района Литовской ССР.
Указом Президиума Верховного Совета СССР от 11 апреля 1949 года присвоено звание Героя Социалистического Труда с вручением ордена Ленина и золотой медали «Серп и Молот».
Депутат Верховного Совета Литовской ССР 5-го созыва.
Умер после 1987 года в Литве.

## Награды и звания
- Герой Социалистического Труда (11.04.1949)
- Орден Ленина (11.04.1949)